# Gregory County
Gregory County ist ein County im Süden des Bundesstaates South Dakota der Vereinigten Staaten. Das U.S. Census Bureau hat bei der Volkszählung 2020 eine Einwohnerzahl von 3994 ermittelt. Er wurde 1862 gegründet und zählt somit zu den ältesten Bezirken South Dakotas.

## Geographie
Der Bezirk hat eine Fläche von 2728 Quadratkilometern; davon sind 97 Quadratkilometer (3,26 Prozent) Wasserflächen. Er ist in 13 Townships eingeteilt: Burke, Carlock, Dickens, Dixon, Edens, Ellston, Fairfax, Jones, Landing Creek, Pleasant Valley, Star Valley und Whetstone; sowie vier unorganisierte Territorien: East Gregory, North Gregory, Southeast Gregory und Spring Valley.

## Geschichte
Das County wurde am 8. Mai 1862 gebildet und die Verwaltungsorganisation am 5. September 1898 abgeschlossen. Es wurde nach John Shaw Gregory benannt, der Indianeragent und Mitglied im Gouverneursrat des Dakota-Territoriums war.

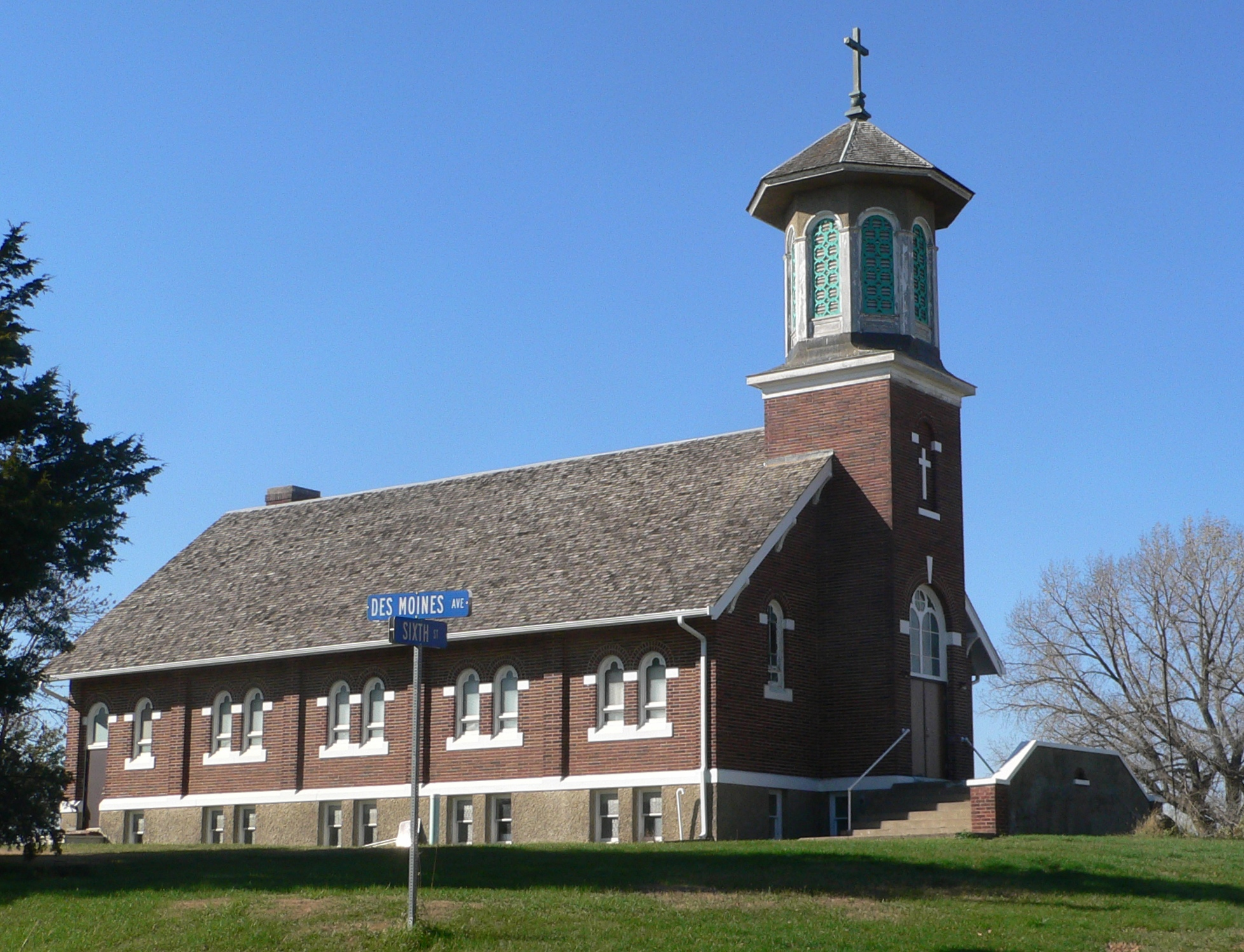
Die St. Augustine Church ist einer von elf Einträgen des Countys im NRHP.

Elf Bauwerke und Stätten des Countys sind im National Register of Historic Places (NRHP) eingetragen (Stand 31. Juli 2018).

## Städte und Gemeinden
Städte (cities)
- Bonesteel
- Burke
- Gregory

Gemeinden (towns)
- Dallas
- Fairfax
- Herrick

Sonstige
- Fort Randall, Fort
- St. Charles, Census-designated place